# Triccianus
Triccianus († 218/219), mit vollem Namen Aelius Decius Triccianus, war ein römischer Provinzstatthalter und Rebell gegen Kaiser Elagabal.
Triccianus wird erstmals als ostiarius (»Türhüter«) des Legaten von Pannonia erwähnt. Unter Caracalla zum Präfekten der bei Rom stationierten Legio II Parthica aufgestiegen, begleitete er den Kaiser im Frühjahr 214 in den Osten des Imperiums und nahm ab 216 am Feldzug gegen das Partherreich teil. 
Im April 217 gehörte Triccianus zu den Verschwörern um den Prätorianerpräfekten Macrinus, der nach der Ermordung Caracallas den Thron bestieg. Triccianus wurde mit dem Posten des Provinzstatthalters (legatus Augusti pro praetore) von Pannonia inferior belohnt. Während seiner Statthalterschaft ließ er die Heerstraßen der Provinz instand setzen. Es ist überliefert, dass Triccianus als homo novus durch eine besondere Ernennung auch Senator wurde.
Nach dem Sturz des Macrinus im Juni 218 in Syrien nahm Elagabal im Zuge der Etablierung seiner noch jungen Herrschaft auch dessen loyale Anhänger ins Visier. Triccianus verweigerte dem neuen Kaiser die Anerkennung und setzte sich an die Spitze einer Rebellion, wurde aber – nicht zuletzt wegen des Seitenwechsels der früher von ihm kommandierten Legion – von Elagabal besiegt und hingerichtet. Gegen ihn wurde die Damnatio memoriae verhängt, auf zahlreichen Meilensteinen sein Name getilgt.